# Opera seria

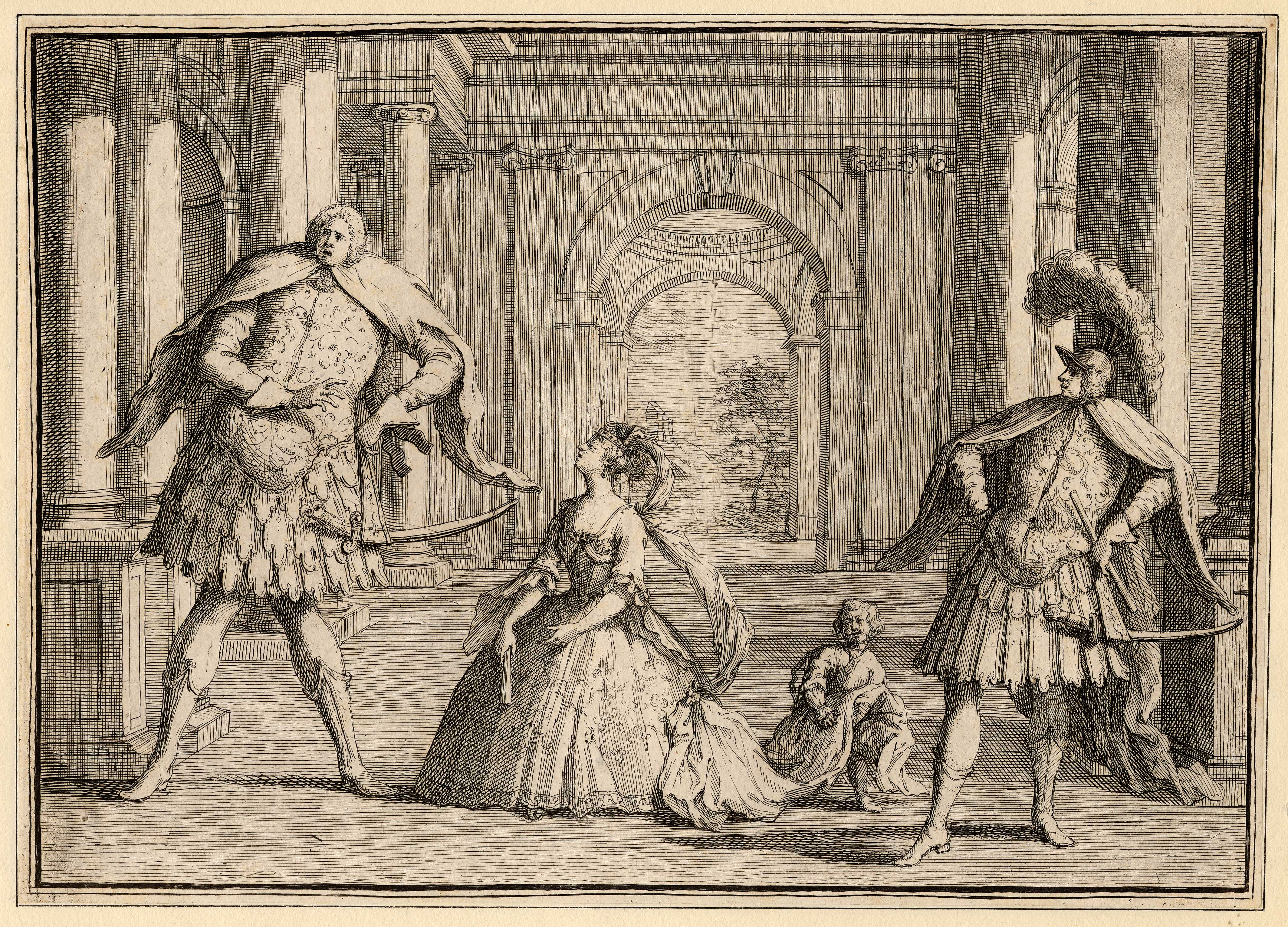
Handel Flaviója egy karikatúrán a kor legismertebb opera seria énekeseivel (balról jobbra: Senesino, Francesca Cuzzoni és Gaetano Berenstadt)

Az opera seria (olasz nyelven jelentése komoly opera) tragikus vagy hősi hangvételű komoly opera, amelyben nincsenek vidám jelenetek. A barokk opera seria elbeszélő jellegű recitativókra és érzelmi tartalmat kifejező áriákra oszlik. Az opera seria nem korlátozódott kizárólag az olasz nyelvterületre, Ausztriában, Szászországban és más német államokban is születtek ilyen művek, sőt Spanyolországban is. Franciaországban kevésbé volt népszerű. Az opera seria zeneszerzők legismertebb képviselői Alessandro Scarlatti, Johann Adolph Hasse, Nicola Porpora, Georg Friedrich Händel, majd Tommaso Traetta, Christoph Willibald Gluck és Wolfgang Amadeus Mozart voltak.
Az opera seria a késői barokk zenéjének pontosan meghatározott szabályaira támaszkodott (dramma per musica) és teljes mértékben kihasználta a da capo aria nyújtotta lehetőségeket. Ennek a lényege abban állt, hogy a háromrészes (A–B–A) ária első része felvezette a témát, a második rész egy kiegészítő témát vitt be, míg a harmadik rész az első téma megismétlése volt, szabad kezet engedve az énekes dekorációs technikáinak. Ennek hatására az áriák időben meghosszabbodtak. Az opera seria rendszerint zenekari nyitánnyal indít (szintén három részből áll: gyors-lassú-gyors), majd egy sor recitativo és ária követi, az egyes szereplők érzelmi világának a kihangsúlyozására. Csak ritka esetben fordulnak elő duettek, vagy tercettek. A recitativók általában seccók, azaz, mindössze egy-két hangszer kíséri. A felfokozott érzelmi jelenetekben átvált stormentatóba, ilyenkor az egész zenekar kíséri. Az áriák eléneklése után a szereplő rendszerint távozott, időt adva a közönségnek tapsolásra. Az opera seriák rendszerint háromfelvonásosak, grandiózus fináléval, mely rendszerint egy kórusjelenet). Az opera seriák főszerepét gyakran kasztráltak számára írták. A 18. század végére az opera seria idejétmúlttá vált, helyét a grandiózus romantikus opera vette át.